# Duni
Duni – gaun wikas samiti w zachodniej części Nepalu w strefie Seti w dystrykcie Achham. Według nepalskiego spisu powszechnego z 2011 roku liczył on 509 gospodarstw domowych i 2457 mieszkańców (1280 kobiet i 1177 mężczyzn).